# السرطان 55 c
55 كانكري-سي (المعروف أيضا ببراهي) هو كوكب خارج المجموعة الشمسية، يدور حول نجمه 55 كانكري مرة كل 43.93 يوم أرضي، ويعتبر ثالث أبعد كوكب عنه. كتلة الكوكب تقارب كتلة زحل. وقد اكتشف سنة 2002.

## تاريخ
كما العديد من الكواكب الخارجية المكتشفة، تم اكتشاف الكوكب 55 كانكري-سي عن طريق دراسة تغيرات السرعة الشعاعية لنجمه الأم. حيث أن الكوكب 55 كانكري-بي كان مكتشفا في ذلك الوقت، تبين أن هناك فترتين مداريتين كلاهما تساوي تقريبا 43 يوما. كانت إحداهما للكوكب 55 كانكري-سي، والأخرى للكوكب 55 كانكري-دي. تم إعلان اكتشاف الكوكبين في يونيو من عام 2002.

## خصائص

### المدار
يمتلك 55 كانكري-سي المدار الأكثر شذوذا من بين كل كواكب نظام السرطان 55. يدور الكوكب حول نجمه الأم على مسافة 0.2403 وحدة فلكية،(36 مليون كلم، أو 22.3 مليون ميل). ويكمل دورته مرة كل 44.34 يوم أرضي.

### الكتلة والمكونات
يمتلك الكوكب حوالي 54 كتلة أرضية، أي حوالي 0.21 من كتلة المشتري. ولأنه تم اكتشاف الكوكب بطريقة غير مباشرة، لا يُعلم مما يتكون بالضبط. هناك احتمال أن يكون 55 كانكري-سي كوكبا عملاقا غازيا بدون أرض صلبة.

## وصلات خارجية
- Nicolas Rosseels (2003). "55 Cancri c". Astrocosmos.net. مؤرشف من الأصل في 2016-09-19. اطلع عليه بتاريخ 2016-09-17.
- Jean Schneider (2011). "Notes for Planet 55 Cnc c". موسوعة كواكب خارج المجموعة الشمسية. مؤرشف من الأصل في 2018-07-01. اطلع عليه بتاريخ 2016-09-17.